# Lagor
Pour les articles homonymes, voir Lagor.
Lagor (en béarnais Lagòr ou Lago) est une commune française, située dans le département des Pyrénées-Atlantiques en région Nouvelle-Aquitaine.

## Géographie

### Localisation
La commune de Lagor se trouve dans le département des Pyrénées-Atlantiques, en région Nouvelle-Aquitaine.
Elle se situe à 30 km par la route de Pau, préfecture du département, et à 3,6 km de Mourenx, bureau centralisateur du canton du Cœur de Béarn dont dépend la commune depuis 2015 pour les élections départementales.
La commune fait en outre partie du bassin de vie de Mourenx.
Les communes les plus proches sont : 
Abidos (2,4 km), Os-Marsillon (3,0 km), Lacq (3,5 km), Mourenx (3,9 km), Sauvelade (4,5 km), Vielleségure (4,7 km), Mont (4,7 km), Lahourcade (5,1 km).
Sur le plan historique et culturel, Lagor fait partie de la province du Béarn, qui fut également un État et qui présente une unité historique et culturelle à laquelle s’oppose une diversité frappante de paysages au relief tourmenté.

### Communes limitrophes
Les communes limitrophes sont Abidos, Lahourcade, Lucq-de-Béarn, Maslacq, Mont, Mourenx, Os-Marsillon, Sauvelade et Vielleségure.
| Maslacq      | Mont          | Abidos                |
| Sauvelade    | Lagor         | Os-Marsillon, Mourenx |
| Vielleségure | Lucq-de-Béarn | Lahourcade            |

### Hydrographie

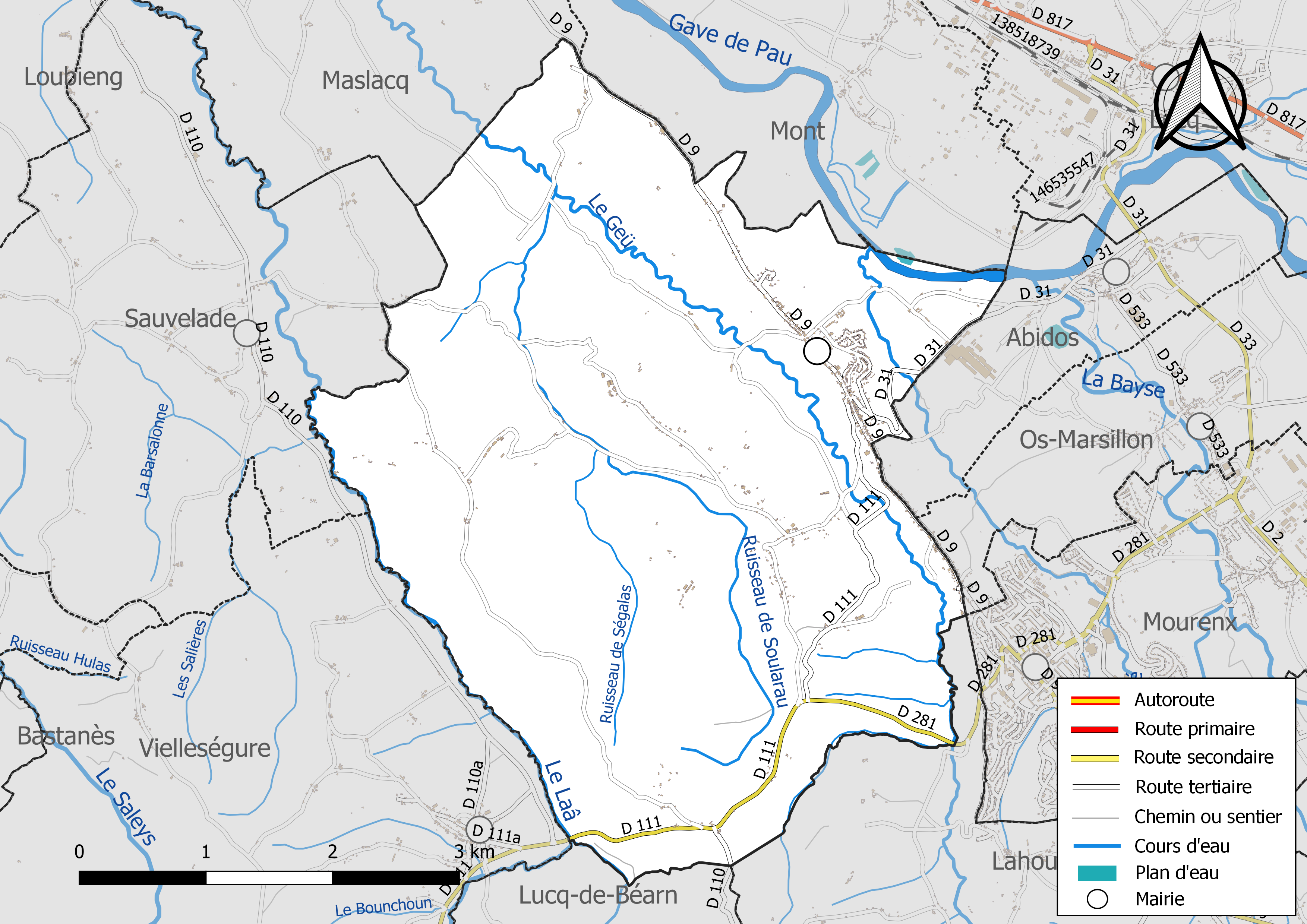
Réseaux hydrographique et routier de Lagor.

La commune est drainée par le gave de Pau, le Laà, le Geü, le Luzoué, le ruisseau de Soularau, Les Salières, le ruisseau de Ségalas, et par divers petits cours d'eau, constituant un réseau hydrographique de 26 km de longueur totale,.
Le gave de Pau, d'une longueur totale de 192,8 km, prend sa source dans la commune de Gavarnie-Gèdre et s'écoule du sud-est vers le nord-ouest. Il traverse la commune et se jette dans l'Adour à Saint-Laurent-de-Gosse, après avoir traversé 88 communes.
Le Laà, d'une longueur totale de 29,5 km, prend sa source dans la commune d'Ogenne-Camptort et s'écoule du sud-est vers le nord-ouest. Il traverse la commune et se jette dans le gave de Pau à Orthez, après avoir traversé 9 communes.
Le Geü, d'une longueur totale de 22,5 km, prend sa source dans la commune de Lucq-de-Béarn et s'écoule du sud vers le nord. Il traverse la commune et se jette dans le gave de Pau à Mont, après avoir traversé 5 communes.
Le Luzoué, d'une longueur totale de 19,7 km, prend sa source dans la commune de Monein et s'écoule du sud vers le nord. Il traverse la commune et se jette dans le gave de Pau à Mont, après avoir traversé 9 communes.

### Climat
Le climat qui caractérise la commune est qualifié, en 2010, de « climat océanique altéré », selon la typologie des climats de la France qui compte alors huit grands types de climats en métropole. En 2020, la commune ressort du même type de climat dans la classification établie par Météo-France, qui ne compte désormais, en première approche, que cinq grands types de climats en métropole. Il s’agit d’une zone de transition entre le climat océanique et les climats de montagne et semi-continental. Les écarts de température entre hiver et été augmentent avec l'éloignement de la mer. La pluviométrie est plus faible qu'en bord de mer, sauf aux abords des reliefs.
Les paramètres climatiques qui ont permis d’établir la typologie de 2010 comportent six variables pour les températures et huit pour les précipitations, dont les valeurs correspondent à la normale 1971-2000. Les sept principales variables caractérisant la commune sont présentées dans l'encadré ci-après.
| Paramètres climatiques communaux sur la période 1971-2000 - Moyenne annuelle de température : 13,4 °C - Nombre de jours avec une température inférieure à −5 °C : 1,2 j - Nombre de jours avec une température supérieure à 30 °C : 6,1 j - Amplitude thermique annuelle : 13,8 °C - Cumuls annuels de précipitation : 1 249 mm - Nombre de jours de précipitation en janvier : 12 j - Nombre de jours de précipitation en juillet : 8,5 j |

Avec le changement climatique, ces variables ont évolué. Une étude réalisée en 2014 par la Direction générale de l'Énergie et du Climat complétée par des études régionales prévoit en effet que la  température moyenne devrait croître et la pluviométrie moyenne baisser, avec toutefois de fortes variations régionales. La station météorologique de Météo-France installée sur la commune et mise en service en 1962 permet de connaître en continu l'évolution des indicateurs météorologiques. Le tableau détaillé pour la période 1981-2010 est présenté ci-après.
| Mois                                  | jan.             | fév.            | mars            | avril         | mai         | juin           | jui.            | août           | sep.            | oct.          | nov.            | déc.            | année      |
| ------------------------------------- | ---------------- | --------------- | --------------- | ------------- | ----------- | -------------- | --------------- | -------------- | --------------- | ------------- | --------------- | --------------- | ---------- |
| Température minimale moyenne (°C)     | 2,9              | 3,3             | 5,5             | 7,3           | 10,9        | 14             | 16              | 16             | 13,2            | 10,2          | 6               | 3,7             | 9,1        |
| Température moyenne (°C)              | 7                | 7,8             | 10,5            | 12,3          | 15,9        | 19             | 21              | 21,1           | 18,6            | 15,1          | 10,2            | 7,6             | 13,9       |
| Température maximale moyenne (°C)     | 11               | 12,4            | 15,6            | 17,3          | 21          | 24             | 26,1            | 26,3           | 24              | 20            | 14,5            | 11,6            | 18,7       |
| Record de froid (°C) date du record   | −13,2 15.01.1985 | −8,9 12.02.12   | −8,5 01.03.05   | −1,8 07.04.21 | 1 05.05.19  | 4,8 06.06.1969 | 8,5 08.07.1978  | 6,9 30.08.1986 | 3,6 27.09.1972  | −1,7 25.10.03 | −6,8 23.11.1988 | −9,7 27.12.1962 | −13,2 1985 |
| Record de chaleur (°C) date du record | 23,1 25.01.16    | 26,8 24.02.1990 | 30,5 26.03.1989 | 31,9 30.04.05 | 35 28.05.01 | 39,6 26.06.11  | 38,7 20.07.1989 | 41,5 04.08.03  | 37,2 07.09.1970 | 33,3 04.10.04 | 27,9 01.11.1999 | 26 19.12.15     | 41,5 2003  |
| Précipitations (mm)                   | 102,8            | 92,3            | 86,5            | 113,3         | 99,4        | 70,4           | 55,4            | 67,2           | 81,7            | 105,9         | 129,1           | 107,5           | 1 111,5    |

### Milieux naturels et biodiversité

#### Réseau Natura 2000
Le réseau Natura 2000 est un réseau écologique européen de sites naturels d'intérêt écologique élaboré à partir des Directives « Habitats » et « Oiseaux », constitué de zones spéciales de conservation (ZSC) et de zones de protection spéciale (ZPS).
Un site Natura 2000 a été défini sur la commune au titre de la « directive Habitats » : le « gave de Pau », d'une superficie de 8 194 ha, un vaste réseau hydrographique avec un système de saligues encore vivace,.

#### Zones naturelles d'intérêt écologique, faunistique et floristique
L’inventaire des zones naturelles d'intérêt écologique, faunistique et floristique (ZNIEFF) a pour objectif de réaliser une couverture des zones les plus intéressantes sur le plan écologique, essentiellement dans la perspective d’améliorer la connaissance du patrimoine naturel national et de fournir aux différents décideurs un outil d’aide à la prise en compte de l’environnement dans l’aménagement du territoire.
Une ZNIEFF de type 2 est recensée sur la commune, : 
le « réseau hydrographique du gave de Pau et ses annexes hydrauliques » (3 000,84 ha), couvrant 71 communes dont 10 dans les Landes, 59 dans les Pyrénées-Atlantiques et 2 dans les Hautes-Pyrénées.

## Urbanisme

### Typologie
Au 1er janvier 2024, Lagor est catégorisée commune rurale à habitat dispersé, selon la nouvelle grille communale de densité à sept niveaux définie par l'Insee en 2022.
Elle appartient à l'unité urbaine de Mourenx, une agglomération intra-départementale regroupant neuf  communes, dont elle est une commune de la banlieue,,. Par ailleurs la commune fait partie de l'aire d'attraction de Mourenx, dont elle est une commune de la couronne,. Cette aire, qui regroupe 4 communes, est catégorisée dans les aires de moins de 50 000 habitants,.

### Occupation des sols

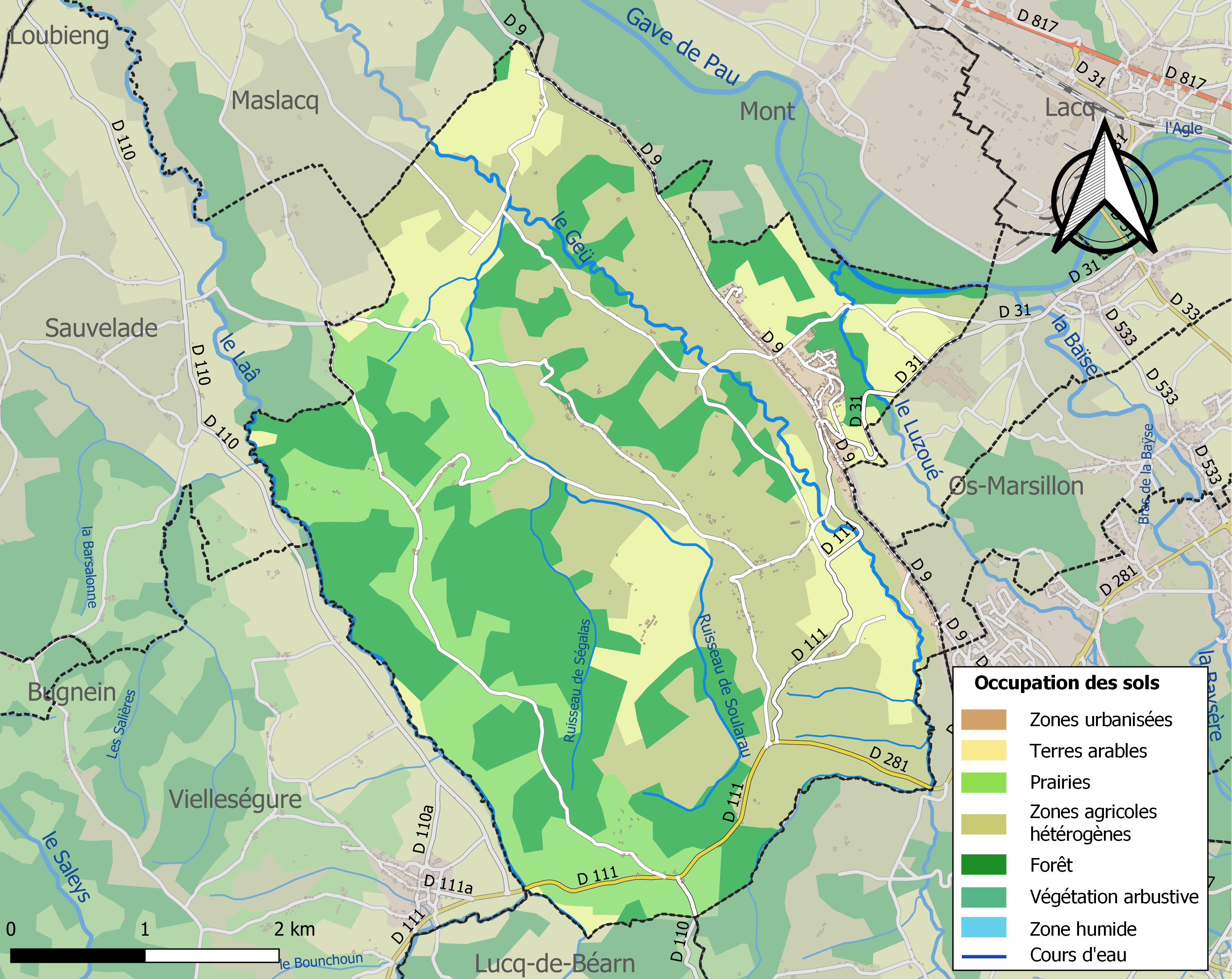
Carte des infrastructures et de l'occupation des sols de la commune en 2018 (CLC).

L'occupation des sols de la commune, telle qu'elle ressort de la base de données européenne d’occupation biophysique des sols Corine Land Cover (CLC), est marquée par l'importance des territoires agricoles (68,3 % en 2018), une proportion identique à celle de 1990 (68,3 %). La répartition détaillée en 2018 est la suivante : 
zones agricoles hétérogènes (35,4 %), forêts (29,6 %), prairies (16,7 %), terres arables (16,2 %), zones urbanisées (2,1 %). L'évolution de l’occupation des sols de la commune et de ses infrastructures peut être observée sur les différentes représentations cartographiques du territoire : la carte de Cassini (XVIIIe siècle), la carte d'état-major (1820-1866) et les cartes ou photos aériennes de l'IGN pour la période actuelle (1950 à aujourd'hui).

### Lieux-dits et hameaux
- Anglade ;
- Lasbordès ;
- Pommé ;
- Seignor.

### Voies de communication et transports
La commune est desservie par les routes départementales 9, 111 et 281.

### Risques majeurs
Le territoire de la commune de Lagor est vulnérable à différents aléas naturels : météorologiques (tempête, orage, neige, grand froid, canicule ou sécheresse), inondations et séisme (sismicité moyenne). Il est également exposé à deux risques technologiques,  le transport de matières dangereuses et  le risque industriel, et à un risque particulier : le risque de radon. Un site publié par le BRGM permet d'évaluer simplement et rapidement les risques d'un bien localisé soit par son adresse soit par le numéro de sa parcelle.

#### Risques naturels
Certaines parties du territoire communal sont susceptibles d’être affectées par le risque d’inondation par une crue torrentielle ou à montée rapide de cours d'eau, notamment le gave de Pau, le Luzoué, le Geü et le Laâ. La commune a été reconnue en état de catastrophe naturelle au titre des dommages causés par les inondations et coulées de boue survenues en 1982, 1983 et 2009,.

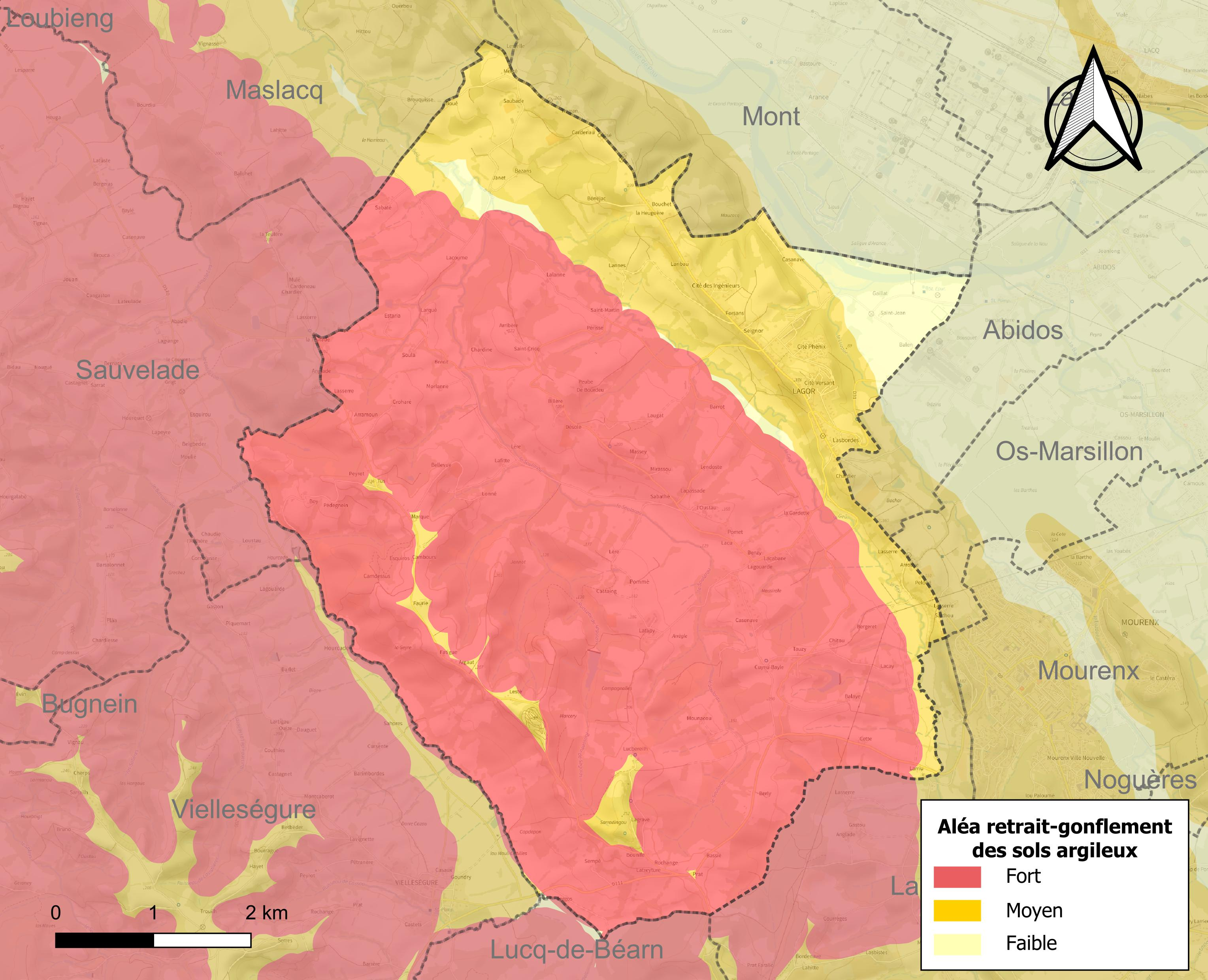
Carte des zones d'aléa retrait-gonflement des sols argileux de Lagor.

Le retrait-gonflement des sols argileux est susceptible d'engendrer des dommages importants aux bâtiments en cas d’alternance de périodes de sécheresse et de pluie. 96,3 % de la superficie communale est en aléa moyen ou fort (59 % au niveau départemental et 48,5 % au niveau national). Depuis le 1er octobre 2020, en application de la loi ELAN, différentes contraintes s'imposent aux vendeurs, maîtres d'ouvrages ou constructeurs de biens situés dans une zone classée en aléa moyen ou fort,.

#### Risque technologique
La commune est exposée au risque industriel, car elle est dans le périmètre du plan de prévention des risques technologiques (PPRT) de la plateforme industrielle de Lacq-Mont approuvé le 6 mai 2014, hébergeant des entreprises soumises à la directive européenne SEVESO classées seuil haut,,.

#### Risque particulier
Dans plusieurs parties du territoire national, le radon, accumulé dans certains logements ou autres locaux, peut constituer une source significative d’exposition de la population aux rayonnements ionisants. Selon la classification de 2018, la commune de Lagor est classée en zone 2, à savoir zone à potentiel radon faible mais sur lesquelles des facteurs géologiques particuliers peuvent faciliter le transfert du radon vers les bâtiments.

## Toponymie
Le toponyme Lagor est mentionné au XIe siècle (for d'Oloron) et apparaît sous les formes 
Lago (1376, montre militaire de Béarn) et 
Laguor (1607, titres de Lagor).
Son nom béarnais est Lagòr ou Lago.
Anglade, ancien fief de Lagor et vassal de la vicomté de Béarn, est mentionné en 1385 (censier de Béarn).
Le toponyme Muret apparaît sous les formes 
Murel, Mureg et Castellum Morelli (respectivement XIe siècle, 1101 et 1115, cartulaire de Lescar), 
Sancta-Maria de Mured (1196, cartulaire de Sauvelade), 
Mureigt (1538, réformation de Béarn) et 
Lo vic de Mureig (1659, règlement de Lagor).
Pommé apparaît sous la forme 
Pome (1385, censier de Béarn).
Le toponyme Ségalas apparaît sous la forme 
Segualaas (1343, notaires de Pardies).
Le toponyme Serredingue apparaît sous les formes 
Serra de Mureg (1572, réformation de Béarn) et 
Serradingou (1659, règlement de Lagor).

## Histoire
Paul Raymond note qu'en 1385, le bailliage de Lagor et Pardies comprenait Abos, Bésingrand, Lagor, Mourenx, Noguères, Os-Marsillon, Pardies, Tarsacq et Vielleségure, et que la paroisse comptait 146 feux. Lagor était alors divisée en sept vics (quartiers) : les Bordes, la Carrère, Castet, Muret, Ségalas, Serredingue et la Toey. Elle était le siège d'une notairie restreinte à la commune.
En 1790, Lagor était le chef-lieu d'un canton composé des communes du canton actuel, augmenté de trois hameaux de Mont, Arance, Gouze et Lendresse, et d'Argagnon et diminué de Biron, Laà-Mondrans, Loubieng et Ozenx-Montestrucq.

## Héraldique
| Blason | Blasonnement : D'azur au cœur d'argent transpercé de deux flèches d'or passées en sautoir, accompagné de treize étoiles du même posées en orle. Commentaires : La devise associée est "Pour Lagor penche mon cœur". |

## Politique et administration
| Période                                  | Période  | Identité             | Étiquette | Qualité                |
| ---------------------------------------- | -------- | -------------------- | --------- | ---------------------- |
| 1793                                     | 1795     | Philippe Chesnelong  |           | Planteur en Martinique |
| Les données manquantes sont à compléter. |          |                      |           |                        |
| 1995                                     | 2001     | Henri Lagouardette   |           |                        |
| 2001                                     | 2014     | Jacques Bonte        | DVD       |                        |
| 2014                                     | 2020     | Jean-Pierre Dubreuil |           |                        |
| 2020                                     | En cours | Franck Rolland       |           |                        |

### Intercommunalité
Lagor fait partie de six structures intercommunales :
- la communauté de communes de Lacq-Orthez ;
- le SIVOM de Lagor ;
- le SIVU pour l’aménagement et la gestion des cours d’eau du bassin des baises ;
- le syndicat d’énergie des Pyrénées-Atlantiques ;
- le syndicat intercommunal d’eau et d'assainissement Gave et Baïse ;
- le syndicat intercommunal de défense contre les inondations du gave de Pau.

La commune accueille le siège du SIVOM de Lagor.

## Population et société

### Démographie
L'évolution du nombre d'habitants est connue à travers les recensements de la population effectués dans la commune depuis 1793. Pour les communes de moins de 10 000 habitants, une enquête de recensement portant sur toute la population est réalisée tous les cinq ans, les populations de référence des années intermédiaires étant quant à elles estimées par interpolation ou extrapolation. Pour la commune, le premier recensement exhaustif entrant dans le cadre du nouveau dispositif a été réalisé en 2005.

En 2022, la commune comptait 1 134 habitants, en évolution de −4,79 % par rapport à 2016 (Pyrénées-Atlantiques : +3,78 %, France hors Mayotte : +2,11 %).
| 1793  | 1800  | 1806  | 1821  | 1831  | 1836  | 1841  | 1846  | 1851  |
| ----- | ----- | ----- | ----- | ----- | ----- | ----- | ----- | ----- |
| 1 448 | 1 511 | 1 578 | 1 650 | 1 700 | 1 738 | 1 736 | 1 538 | 1 426 |

| 1856  | 1861  | 1866  | 1872  | 1876  | 1881  | 1886  | 1891 | 1896 |
| ----- | ----- | ----- | ----- | ----- | ----- | ----- | ---- | ---- |
| 1 356 | 1 170 | 1 200 | 1 143 | 1 148 | 1 053 | 1 001 | 977  | 931  |

| 1901 | 1906 | 1911 | 1921 | 1926 | 1931 | 1936 | 1946 | 1954 |
| ---- | ---- | ---- | ---- | ---- | ---- | ---- | ---- | ---- |
| 976  | 978  | 942  | 801  | 829  | 822  | 743  | 739  | 695  |

| 1962  | 1968  | 1975  | 1982  | 1990  | 1999  | 2005  | 2006  | 2010  |
| ----- | ----- | ----- | ----- | ----- | ----- | ----- | ----- | ----- |
| 1 526 | 1 511 | 1 274 | 1 306 | 1 295 | 1 253 | 1 228 | 1 220 | 1 217 |

| 2015  | 2020  | 2022  | - | - | - | - | - | - |
| ----- | ----- | ----- | - | - | - | - | - | - |
| 1 188 | 1 140 | 1 134 | - | - | - | - | - | - |

## Économie
La commune fait partie de la zone d'appellation d'origine contrôlée (AOC) du Béarn et de la zone d'appellation de l'ossau-iraty.

## Culture locale et patrimoine
La langue parlée historiquement est l'occitan-gascon appelé localement béarnais. Depuis 1999 un cursus bilingue français-béarnais est proposé dans l'école publique de la commune.

### Patrimoine civil

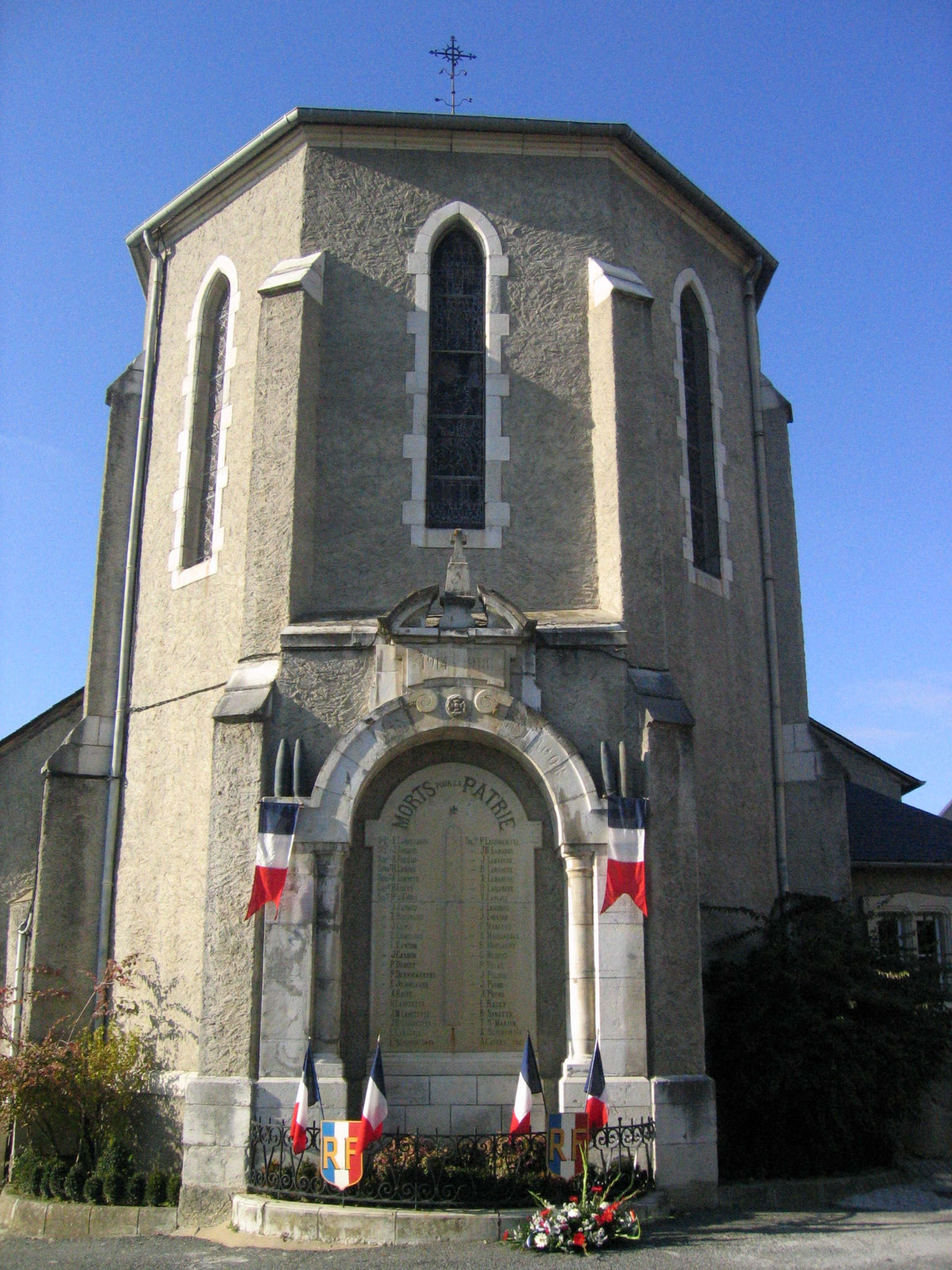
Monument aux morts et église de Lagor.

### Patrimoine religieux
L'église Saint-Michel, de fondation gothique, présente des vestiges du Moyen Âge, et fut remaniée et agrandie aux XVIIe, XIXe et XXe siècles.

## Équipements

### Enseignement
La commune dispose d'une école primaire.